# Emmi Savenius
Emmi Amanda Savenius (* 26. April 2006 in Tampere) ist eine finnische Leichtathletin, die sich auf den Sprint spezialisiert hat.

## Sportliche Laufbahn
Erste internationale Erfahrungen sammelte Emmi Savenius im Jahr 2022, als sie bei den U18-Europameisterschaften in Jerusalem mit 57,76 s in der ersten Runde im 400-Meter-Lauf ausschied. Im Jahr darauf belegte sie beim Europäischen Olympischen Jugendfestival (EYOF) in Maribor in 55,58 s den siebten Platz und verpasste mit der finnischen Sprintstaffel (1000 Meter) mit 2:11,40 min den Finaleinzug. 2025 schied sie bei den U20-Europameisterschaften in Tampere mit 55,37 s im Halbfinale über 400 Meter aus und kam mit der 4-mal-400-Meter-Staffel mit 3:44,54 min nicht über den Vorlauf hinaus.
2022 wurde Savenius finnische Hallenmeisterin im 400-Meter-Lauf.

## Persönliche Bestleistungen
- 400 Meter: 55,04 s, 7. August 2025 in Tampere
  - 400 Meter (Halle): 55,66 s, 1. März 2025 in Helsinki